# Elijah Baley
Elijah "Lije" Baley è un personaggio nato dalla fantasia dello scrittore di fantascienza Isaac Asimov.
È un terrestre che compare nei primi tre libri del Ciclo dei Robot (Abissi d'acciaio, Il sole nudo, I robot dell'alba) come protagonista. Compare anche in alcuni flashback nel libro finale del ciclo, I robot e l'Impero, e viene citato in Preludio alla Fondazione e Fondazione e Terra, nonché nel racconto breve Immagine Speculare.

## Trama
Lije Baley (Terra, 4779 d.C. – Baleyworld, 4862 d.C.) è un poliziotto di una New York del futuro. A causa dei suoi trascorsi, all'inizio Baley è ostile agli Spaziali, i discendenti dei terrestri che hanno colonizzato lo spazio e che ora applicano una politica soffocante contro il pianeta madre, e soprattutto è ostile ai robot, creature tipiche dei mondi Spaziali, nei quali vede degli avversari temibili.
Nel corso delle sue indagini sarà affiancato da R. Daneel Olivaw, un robot umanoide, che diventerà non solo un valido aiuto ma anche un amico.
La prima indagine dei due, descritta in Abissi d'acciaio, riguarda l'omicidio di uno dei creatori di R. Daneel Olivaw, Roj Nemmenuh Sarton, uno spaziale esperto in robotica. Il secondo caso della coppia, narrato in Il sole nudo, avrà inizio quando Rikaine Delmarre, un "fetologista" (scienziato fetale), responsabile del centro nascite del pianeta di Solaria, ostile alla Terra, viene ucciso ed Elijah verrà chiamato sul pianeta a risolvere il caso senza poter entrare in contatto diretto con nessuno sospetto o testimone. Nel racconto Immagine Speculare Baley viene chiamato a risolvere una contesa fra due matematici spaziali riguardo alla paternità di una teoria matematica; il terrestre interrogando e ponendo uguali domande ai robot dei due spaziali e analizzando le reazioni dei due androidi arriverà a scoprire la verità e a risolvere lo scontro. Infine, nel romanzo I robot dell'alba, sempre affiancato dal fedele R. Daneel Olivaw, Baley verrà chiamato a svelare il mistero che circonda la disattivazione, tramite blocco mentale, di un robot sul pianeta Aurora, principale pianeta degli spaziali e aprendo in questo modo una nuova era per il suo pianeta natale.
Lije Baley sarà appunto una figura chiave nel ribaltamento politico che porterà alla riapertura della colonizzazione per la Terra, tanto che il primo dei mondi dei Coloni si chiamerà Baleyworld (anche se in onore di suo figlio Ben, capo dei primi terrestri a colonizzarlo).
Sposato e con un figlio, Lije Baley avrà una breve ma intensa relazione sentimentale con la Spaziale Gladia Delmarre (nota anche come Gladia Solaria, Gladia Gremionis o semplicemente come Lady Gladia).

### Metodo investigativo
Baley non è un investigatore assolutamente sicuro delle proprie capacità come si vedrà nel libro I robot dell'alba, in cui dubiterà e dispererà spesso di riuscire con le sue facoltà di venire a capo del rompicapo presentatogli. Non è neanche un investigatore che giunge alla fine delle indagini ad un'unica soluzione con cui risolvere il mistero dietro a cui si trova a dover indagare, giunge spesso anzi a conclusioni sbagliate o vicoli ciechi, alle volte accusando personaggi innocenti e formulando teorie impossibili come si vede nel romanzo Abissi d'acciaio.
Il metodo investigativo di Baley consiste nell'indagare ogni sfaccettatura di una vicenda, interrogando i personaggi che vi prendono parte, inducendoli a contraddirsi, e prendendo appunti di tutto. Infine ragionando con logica e ripercorrendo con la mente ogni conversazione avuta, analizzando le reazioni, i moventi, le possibilità e le situazioni, Baley individua sempre una qualche anomalia in uno scenario, una mancanza di reazione o contraddizione in una qualche affermazione oppure in un momento dello svolgersi dell'intera vicenda, presentando infine contemporaneamente il quadro completo davanti alle autorità di turno e al colpevole, o a qualche complice o testimone chiave, allo scopo di indurlo a tradirsi e metterlo in una condizione impossibile da sostenere visti i nuovi dati sul caso e i fatti presentati in una luce differente, come si vede per esempio con i robot del racconto Immagine speculare. Nel far questo Elijah evita sempre di dover ricorrere alla violenza per fermare il colpevole che si ritrova così smascherato di fronte ad una autorità a cui non si potrà mai sottrarre.
Alle volte la soluzione di un caso, come avviene in I robot dell'alba, giunge ad Elijah durante la veglia poco prima di addormentarsi, nei momenti in cui la sua mente è completamente rilassata e libera (questo meccanismo deduttivo Asimov lo utilizza anche con altri personaggi in altre storie poliziesche come ad esempio il romanzo Rompicapo in quattro giornate).